# Lista campionilor la dublu mixt Australian Open
Aceasta este o listă cu toți campionii la dublu mixt de la Australian Open.

## Campioni

### Campionatele australasiene
| An   | Campioni                          | Finaliști                           | Scor          |
| ---- | --------------------------------- | ----------------------------------- | ------------- |
| 1922 | Esna Boyd Robertson Jack Hawkes   | Gwen Utz Harold Utz                 | 6–1, 6–1      |
| 1923 | Sylvia Lance Harper Horace Rice   | Margaret Molesworth Bert St. John   | 2–6, 6–4, 6–4 |
| 1924 | Daphne Akhurst Cozens Jim Willard | Esna Boyd Robertson Garton Hone     | 6–3, 6–4      |
| 1925 | Daphne Akhurst Cozens Jim Willard | Sylvia Lance Harper Bob Schlesinger | 6–4, 6–4      |
| 1926 | Esna Boyd Robertson Jack Hawkes   | Daphne Akhurst Cozens Jim Willard   | 6–2, 6–4      |

### Campionatele australiene
| An   | Campioni                                                         | Finaliști                                                        | Scor                                                |
| ---- | ---------------------------------------------------------------- | ---------------------------------------------------------------- | --------------------------------------------------- |
| 1927 | Esna Boyd Robertson Jack Hawkes                                  | Youtha Anthony Jim Willard                                       | 6–1, 6–3                                            |
| 1928 | Daphne Akhurst Cozens Jean Borotra                               | Esna Boyd Robertson Jack Hawkes                                  | walkover                                            |
| 1929 | Daphne Akhurst Cozens Edgar Moon                                 | Marjorie Cox Crawford Jack Crawford                              | 6–0, 7–5                                            |
| 1930 | Nell Hall Hopman Harry Hopman                                    | Marjorie Cox Crawford Jack Crawford                              | 11–9, 3–6, 6–3                                      |
| 1931 | Marjorie Cox Crawford Jack Crawford                              | Emily Hood Westacott Aubrey Willard                              | 7–5, 6–4                                            |
| 1932 | Marjorie Cox Crawford Jack Crawford                              | Meryl O'Hara Wood Jiro Sato                                      | 6–8, 8–6, 6–3                                       |
| 1933 | Marjorie Cox Crawford Jack Crawford                              | Marjorie Gladman Van Ryn Ellsworth Vines                         | 3–6, 7–5, 13–11                                     |
| 1934 | Joan Hartigan Bathurst Edgar Moon                                | Emily Hood Westacott Ray Dunlop                                  | 6–3, 6–4                                            |
| 1935 | Louise Bickerton Christian Boussus                               | Birdie Bond Vernon Kirby                                         | 1–6, 6–3, 6–3                                       |
| 1936 | Nell Hall Hopman Harry Hopman                                    | May Blick Abe Kay                                                | 6–2, 6–0                                            |
| 1937 | Nell Hall Hopman Harry Hopman                                    | Dorothy Stevenson Don Turnbull                                   | 3–6, 6–3, 6–2                                       |
| 1938 | Margaret Wilson John Bromwich                                    | Nancye Wynne Bolton Colin Long                                   | 6–3, 6–2                                            |
| 1939 | Nell Hall Hopman Harry Hopman                                    | Margaret Wilson John Bromwich                                    | 6–8, 6–2, 6–3                                       |
| 1940 | Nancye Wynne Bolton Colin Long                                   | Nell Hall Hopman Harry Hopman                                    | 7–5, 2–6, 6–4                                       |
| 1941 | Anulat din cauza celui de-Al Doilea Război Mondial)              | Anulat din cauza celui de-Al Doilea Război Mondial)              | Anulat din cauza celui de-Al Doilea Război Mondial) |
| 1942 | Anulat din cauza celui de-Al Doilea Război Mondial)              | Anulat din cauza celui de-Al Doilea Război Mondial)              | Anulat din cauza celui de-Al Doilea Război Mondial) |
| 1943 | Anulat din cauza celui de-Al Doilea Război Mondial)              | Anulat din cauza celui de-Al Doilea Război Mondial)              | Anulat din cauza celui de-Al Doilea Război Mondial) |
| 1944 | Anulat din cauza celui de-Al Doilea Război Mondial)              | Anulat din cauza celui de-Al Doilea Război Mondial)              | Anulat din cauza celui de-Al Doilea Război Mondial) |
| 1945 | Anulat din cauza celui de-Al Doilea Război Mondial)              | Anulat din cauza celui de-Al Doilea Război Mondial)              | Anulat din cauza celui de-Al Doilea Război Mondial) |
| 1946 | Nancye Wynne Bolton Colin Long                                   | Joyce Fitch John Bromwich                                        | 6–0, 6–4                                            |
| 1947 | Nancye Wynne Bolton Colin Long                                   | Joyce Fitch John Bromwich                                        | 6–3, 6–3                                            |
| 1948 | Nancye Wynne Bolton Colin Long                                   | Thelma Coyne Long Bill Sidwell                                   | 7–5, 4–6, 8–6                                       |
| 1949 | Doris Hart Frank Sedgman                                         | Joyce Fitch John Bromwich                                        | 6–1, 5–7, 12–10                                     |
| 1950 | Doris Hart Frank Sedgman                                         | Joyce Fitch Eric Sturgess                                        | 8–6, 6–4                                            |
| 1951 | Thelma Coyne Long George Worthington                             | Clare Proctor Jack May                                           | 6–4, 3–6, 6–2                                       |
| 1952 | Thelma Coyne Long George Worthington                             | Gwen Thiele Tom Warhurst                                         | 9–7, 7–5                                            |
| 1953 | Julia Sampson Hayward Rex Hartwig                                | Maureen Connolly Ham Richardson                                  | 6–4, 6–3                                            |
| 1954 | Thelma Coyne Long Rex Hartwig                                    | Beryl Penrose John Bromwich                                      | 4–6, 6–1, 6–2                                       |
| 1955 | Thelma Coyne Long George Worthington                             | Jenny Staley Lew Hoad                                            | 6–2, 6–1                                            |
| 1956 | Beryl Penrose Neale Fraser                                       | Mary Bevis Hawton Roy Emerson                                    | 6–2, 6–4                                            |
| 1957 | Fay Muller Mal Anderson                                          | Jill Langley Billy Knight                                        | 7–5, 3–6, 6–1                                       |
| 1958 | Mary Bevis Hawton Bob Howe                                       | Angela Mortimer Barrett Peter Newman                             | 9–11, 6–1, 6–2                                      |
| 1959 | Sandra Reynolds Price Bob Mark                                   | Renée Schuurman Rod Laver                                        | 4–6, 13–11, 6–1                                     |
| 1960 | Jan Lehane O'Neill Trevor Fancutt                                | Christine Truman Martin Mulligan                                 | 6–2, 7–5                                            |
| 1961 | Jan Lehane O'Neill Bob Hewitt                                    | Mary Carter Reitano John Pearce                                  | 9–7, 6–2                                            |
| 1962 | Lesley Turner Bowrey Fred Stolle                                 | Darlene Hard Roger Taylor                                        | 6–3, 9–7                                            |
| 1963 | Margaret Smith Court Ken Fletcher                                | Lesley Turner Bowrey Fred Stolle                                 | 7–5, 5–7, 6–4                                       |
| 1964 | Margaret Smith Court Ken Fletcher                                | Jan Lehane O'Neill Mike Sangster                                 | 6–3, 6–2                                            |
| 1965 | Robyn Ebbern Owen Davidson și Margaret Smith Court John Newcombe | Robyn Ebbern Owen Davidson și Margaret Smith Court John Newcombe | Meciul final nu a fost jucat, titlul este împărțit. |
| 1966 | Judy Tegart Dalton Tony Roche                                    | Robyn Ebbern Bill Bowrey                                         | 6–1, 6–3                                            |
| 1967 | Lesley Turner Bowrey Owen Davidson                               | Judy Tegart Dalton Tony Roche                                    | 9–7, 6–4                                            |
| 1968 | Billie Jean King Dick Crealy                                     | Margaret Smith Court Allan Stone                                 | victorie fără opoziție                              |

### Australian Open
| An   | Campioni                                                           | Finaliști                                                          | Scor                                                |
| ---- | ------------------------------------------------------------------ | ------------------------------------------------------------------ | --------------------------------------------------- |
| 1969 | Margaret Smith Court Marty Riessen și Ann Haydon-Jones Fred Stolle | Margaret Smith Court Marty Riessen și Ann Haydon-Jones Fred Stolle | Meciul final nu a fost jucat, titlul este împărțit. |
| 1970 | Fără competiție                                                    | Fără competiție                                                    | Fără competiție                                     |
| 1971 | Fără competiție                                                    | Fără competiție                                                    | Fără competiție                                     |
| 1972 | Fără competiție                                                    | Fără competiție                                                    | Fără competiție                                     |
| 1973 | Fără competiție                                                    | Fără competiție                                                    | Fără competiție                                     |
| 1974 | Fără competiție                                                    | Fără competiție                                                    | Fără competiție                                     |
| 1975 | Fără competiție                                                    | Fără competiție                                                    | Fără competiție                                     |
| 1976 | Fără competiție                                                    | Fără competiție                                                    | Fără competiție                                     |
| 1977 | Fără competiție                                                    | Fără competiție                                                    | Fără competiție                                     |
| 1978 | Fără competiție                                                    | Fără competiție                                                    | Fără competiție                                     |
| 1979 | Fără competiție                                                    | Fără competiție                                                    | Fără competiție                                     |
| 1980 | Fără competiție                                                    | Fără competiție                                                    | Fără competiție                                     |
| 1981 | Fără competiție                                                    | Fără competiție                                                    | Fără competiție                                     |
| 1982 | Fără competiție                                                    | Fără competiție                                                    | Fără competiție                                     |
| 1983 | Fără competiție                                                    | Fără competiție                                                    | Fără competiție                                     |
| 1984 | Fără competiție                                                    | Fără competiție                                                    | Fără competiție                                     |
| 1985 | Fără competiție                                                    | Fără competiție                                                    | Fără competiție                                     |
| 1986 | Fără competiție                                                    | Fără competiție                                                    | Fără competiție                                     |
| 1987 | Zina Garrison Sherwood Stewart                                     | Anne Hobbs Andrew Castle                                           | 3–6, 7–6(7–5), 6–3                                  |
| 1988 | Jana Novotná Jim Pugh                                              | Martina Navratilova Tim Gullikson                                  | 5–7, 6–2, 6–4                                       |
| 1989 | Jana Novotná Jim Pugh                                              | Zina Garrison Sherwood Stewart                                     | 6–3, 6–4                                            |
| 1990 | Natalia Zvereva Jim Pugh                                           | Zina Garrison Rick Leach                                           | 4–6, 6–2, 6–3                                       |
| 1991 | Jo Durie Jeremy Bates                                              | Robin White Scott Davis                                            | 2–6, 6–4, 6–4                                       |
| 1992 | Nicole Provis Mark Woodforde                                       | Arantxa Sánchez Vicario Todd Woodbridge                            | 6–3, 4–6, 11–9                                      |
| 1993 | Arantxa Sánchez Vicario Todd Woodbridge                            | Zina Garrison Jackson Rick Leach                                   | 7–5, 6–4                                            |
| 1994 | Larisa Savchenko Neiland Andrei Olhovskiy                          | Helena Suková Todd Woodbridge                                      | 7–5, 6–7(7–9), 6–2                                  |
| 1995 | Natalia Zvereva Rick Leach                                         | Gigi Fernández Cyril Suk                                           | 7–6(7–4), 6–7(3–7), 6–4                             |
| 1996 | Larisa Savchenko Neiland Mark Woodforde                            | Nicole Arendt Luke Jensen                                          | 4–6, 7–5, 6–0                                       |
| 1997 | Manon Bollegraf Rick Leach                                         | Larisa Savchenko Neiland John–Laffnie de Jager                     | 6–3, 6–7(5–7), 7–5                                  |
| 1998 | Venus Williams Justin Gimelstob                                    | Helena Suková Cyril Suk                                            | 6–2, 6–1                                            |
| 1999 | Mariaan de Swardt David Adams                                      | Serena Williams Max Mirnyi                                         | 6–4, 4–6, 7–6(7–5)                                  |
| 2000 | Rennae Stubbs Jared Palmer                                         | Arantxa Sánchez Vicario Todd Woodbridge                            | 7–5, 7–6(7–3)                                       |
| 2001 | Corina Morariu Ellis Ferreira                                      | Barbara Schett Joshua Eagle                                        | 6–1, 6–3                                            |
| 2002 | Daniela Hantuchová Kevin Ullyett                                   | Paola Suárez Gastón Etlis                                          | 6–3, 6–2                                            |
| 2003 | Martina Navratilova Leander Paes                                   | Eleni Daniilidou Todd Woodbridge                                   | 6–4, 7–5                                            |
| 2004 | Elena Bovina Nenad Zimonjić                                        | Martina Navratilova Leander Paes                                   | 6–1, 7–6(7–3)                                       |
| 2005 | Samantha Stosur Scott Draper                                       | Liezel Huber Kevin Ullyett                                         | 6–2, 2–6, 7–6(8–6)                                  |
| 2006 | Martina Hingis Mahesh Bhupathi                                     | Elena Likhovtseva Daniel Nestor                                    | 6–3, 6–3                                            |
| 2007 | Elena Likhovtseva Daniel Nestor                                    | Victoria Azarenka Max Mirnyi                                       | 6–4, 6–4                                            |
| 2008 | Sun Tiantian Nenad Zimonjić                                        | Sania Mirza Mahesh Bhupathi                                        | 7–6(7–4), 6–4                                       |
| 2009 | Sania Mirza Mahesh Bhupathi                                        | Nathalie Dechy Andy Ram                                            | 6–3, 6–1                                            |
| 2010 | Cara Black Leander Paes                                            | Ekaterina Makarova Jaroslav Levinský                               | 7–5, 6–3                                            |
| 2011 | Katarina Srebotnik Daniel Nestor                                   | Chan Yung-jan Paul Hanley                                          | 6–3, 3–6, [10–7]                                    |
| 2012 | Bethanie Mattek-Sands Horia Tecău                                  | Elena Vesnina Leander Paes                                         | 6–3, 5–7, [10–3]                                    |
| 2013 | Jarmila Gajdošová Matthew Ebden                                    | Lucie Hradecká František Čermák                                    | 6–3, 7–5                                            |
| 2014 | Kristina Mladenovic Daniel Nestor                                  | Sania Mirza Horia Tecău                                            | 6–3, 6–2                                            |
| 2015 | Martina Hingis Leander Paes                                        | Kristina Mladenovic Daniel Nestor                                  | 6–4, 6–3                                            |
| 2016 | Elena Vesnina Bruno Soares                                         | Coco Vandeweghe Horia Tecău                                        | 6–4, 4–6, [10–5]                                    |
| 2017 | Abigail Spears Juan Sebastián Cabal                                | Sania Mirza Ivan Dodig                                             | 6–2, 6–4                                            |
| 2018 | Gabriela Dabrowski Mate Pavić                                      | Tímea Babos Rohan Bopanna                                          | 2–6, 6–4, [11–9]                                    |
| 2019 | Barbora Krejčíková Rajeev Ram                                      | Astra Sharma John-Patrick Smith                                    | 7–6(7–3), 6–1                                       |
| 2020 | Barbora Krejčíková Nikola Mektić                                   | Bethanie Mattek-Sands Jamie Murray                                 | 5–7, 6–4, [10–1]                                    |
| 2021 | Barbora Krejčíková Rajeev Ram                                      | Samantha Stosur Matthew Ebden                                      | 6–2, 6–1                                            |
| 2021 | Kristina Mladenovic Ivan Dodig                                     | Jaimee Fourlis Jason Kubler                                        | 6–3, 6–4                                            |
| 2022 | Kristina Mladenovic Ivan Dodig                                     | Jaimee Fourlis Jason Kubler                                        | 6–3, 6–4                                            |
| 2023 | Luisa Stefani Rafael Matos                                         | Sania Mirza Rohan Bopanna                                          | 7–6(7–2), 6–2                                       |
| 2024 | Hsieh Su-wei Jan Zieliński                                         | Desirae Krawczyk Neal Skupski                                      | 6–7(5–7), 6–4, [11–9]                               |
| 2025 | Olivia Gadecki John Peers                                          | Kimberly Birrell John-Patrick Smith                                | 3–6, 6–4, [10–6]                                    |